# Kalaviṅka

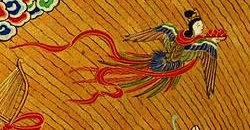
Kalaviṅka en una ilustración del Sutra de Amitabha

Kalaviṅka, en sánscrito kalaviṅka कलविङ्क y en japonés Karyōbinga (迦陵頻迦), es una criatura fantástica e inmortal perteneciente al budismo que posee una cabeza humana, torso de pájaro y cuyo cuerpo acaba en una cola serpenteante.
Dicen que kalaviṅka habita en el paraíso budista y se le atribuye ir predicando la escritura budista con su dulce voz. Además, canta incluso desde antes de haber salido del cascarón; su voz es la de Buda. En los textos japoneses, su nombre a veces no se escribe fonéticamente sino traducido como myōonchō (妙音鳥 "pájaro con voz exquisita"), kōonchō (好音鳥 "pájaro de voz melodiosa") entre otros nombres.

## Presencia en el arte chino
En el arte mural chino, se le representa con cabeza humana y con cuerpo de pájaro. En cambio, en el arte budista japonés se le dibuja con la parte superior del torso de un bodhisattva con brazos y alas, con las extremidades inferiores parecidas a las de un pájaro. En los murales de Dunhuang aparecen como figuras que bailan a la vez que tocan música.

## Presencia en el arte japonés
Un famoso ejemplo es el par de kalaviṅka tallados en un adorno calado sobre un ornamento budista colgante denominado keman, utilizado en el vestíbulo de oro de Chūson-ji en la prefectura de Iwate. El kalaviṅka de este ornamento fue conmemorado en una estampa de 120 yenes que salió a la luz el 1 de noviembre de 1962. Su pose y apariencia general en esta pieza son similares a las que se pueden observar en el pedestal octogonal que hay en ese mismo templo.
- En otro keman del período Edo las criaturas se aguantan más de pie y, en consecuencia, parecen más humanas.
- Kalaviṅka baila la antigua danza elegante japonesa llamada Gagaku, que se baila junto con el kochō, la danza de las mariposas. Al baile de uno y otro en conjunto se le llama tsugai-mai.
- Un kalaviṅka obra de Hasegawa Tōhaku se encuentra en un templo de Kioto denominado Daitoku-ji dentro del Kinmōkaku erigido por el maestro de té japonés Sen no Rikyū.
- Kawakami Sadayako, una artista y bailarina japonesa, que fue la primera actriz japonesa en salir al extranjero, construyó una casa de campo al final de su vida, que Itō Hirobumi bautizó con el nombre de Banshōen. Dentro de ella, hay una habitación que contiene un altar budista en cuyo techo se puede ver kalaviṅka desde fuera. La casa puede visitarse, pero solo los martes por la mañana.

## En el arte Tangut
Kalaviṅka es una figura común en el arte tangut, que se originó durante el periodo del Imperio tangut, que duró desde 1038 hasta 1227.